# John Marks
Pour les articles homonymes, voir John Marks (homonymie) et Marks.
John Marks, né le 9 décembre 1952 à Sydney, est un joueur de tennis australien.
Il fut surtout un très bon joueur de double. Mais en simple, il a accompli l'exploit d'être finaliste de l'Open d'Australie en 1978 alors qu'il n'était que 177e mondial. Il avait notamment battu en demi-finale Arthur Ashe 9-7 au cinquième set après avoir sauvé une balle de match, avant d'échouer en finale contre Guillermo Vilas, en quatre sets.

## Palmarès

### Finales en simple messieurs
| No | Date       | Nom et lieu du tournoi       | Catégorie | Dotation | Surface      | Vainqueur       | Score              |          |
| -- | ---------- | ---------------------------- | --------- | -------- | ------------ | --------------- | ------------------ | -------- |
| 1  | 22-12-1975 | New South Wales Open, Sydney |           | NC $     | Gazon (ext.) | Ross Case       | 6-2, 6-1           |          |
| 2  | 25-12-1978 | Australian Open, Melbourne   | G. Chelem | 35 000 $ | Gazon (ext.) | Guillermo Vilas | 6-4, 6-4, 3-6, 6-3 | Parcours |

### Titres en double messieurs
| No | Date       | Nom et lieu du tournoi                   | Catégorie | Dotation | Surface         | Partenaire     | Finalistes                           | Score         |  |
| -- | ---------- | ---------------------------------------- | --------- | -------- | --------------- | -------------- | ------------------------------------ | ------------- |  |
| 1  | 22-12-1975 | New South Wales Open Sydney              |           | NC $     | Gazon (ext.)    | Mark Edmondson | Chris Kachel Peter McNamara          | 6-1, 6-1      |  |
| 2  | 21-03-1977 | Egyptian Open Le Caire                   |           | 30 000 $ | Terre (ext.)    | John Bartlett  | Pat Dupré Chris. Lewis               | 7-5, 6-1, 6-3 |  |
| 3  | 04-07-1977 | Swedish Open Båstad                      |           | 75 000 $ | Terre (ext.)    | Mark Edmondson | Jean-Louis Haillet François Jauffret | 6-4, 6-0      |  |
| 4  | 14-11-1977 | Tournoi de tennis de Manille Manille     |           | 75 000 $ | Dur (ext.)      | Chris Kachel   | Mike Cahill Terry Moor               | 4-6, 6-0, 7-6 |  |
| 5  | 13-11-1978 | Tournoi de tennis de Hong Kong Hong Kong |           | 75 000 $ | Dur (ext.)      | Mark Edmondson | Hank Pfister Brad Rowe               | 5-7, 7-6, 6-1 |  |
| 6  | 09-07-1979 | Suisse Open Gstaad                       |           | 75 000 $ | Terre (ext.)    | Mark Edmondson | Ion Țiriac Guillermo Vilas           | 2-6, 6-1, 6-4 |  |
| 7  | 12-11-1979 | Tournoi de tennis de Taïwan Taïwan       |           | 75 000 $ | Moquette (int.) | Mark Edmondson | Pat Dupré Robert Lutz                | 6-1, 3-6, 6-4 |  |

### Finales en double messieurs
| No | Date       | Nom et lieu du tournoi                          | Catégorie           | Dotation  | Surface         | Vainqueurs                         | Partenaire     | Score         |  |
| -- | ---------- | ----------------------------------------------- | ------------------- | --------- | --------------- | ---------------------------------- | -------------- | ------------- |  |
| 1  | 19-04-1976 | Tournoi de tennis de Majorque Palma de Majorque |                     | NC $      | Terre (ext.)    | John Andrews Colin Dibley          | Mark Edmondson | 2-6, 6-3, 6-2 |  |
| 2  | 27-12-1976 | Marlboro New South Wales Open Sydney            |                     | 75 000 $  | Gazon (ext.)    | Syd Ball Kim Warwick               | Mark Edmondson | 6-3, 6-4      |  |
| 3  | 22-05-1978 | Tournoi de tennis de Florence Florence          |                     | 50 000 $  | Terre (ext.)    | Corrado Barazzutti Adriano Panatta | Mark Edmondson | 6-3, 6-7, 6-3 |  |
| 4  | 23-10-1978 | Tournoi de tennis Sydney Indoors Sydney         |                     | 175 000 $ | Dur (int.)      | John Newcombe Tony Roche           | Mark Edmondson | 6-4, 6-3      |  |
| 5  | 13-11-1978 | Tournoi de tennis de Taïwan Taïwan              |                     | 50 000 $  | Moquette (int.) | Sherwood Stewart Butch Walts       | Mark Edmondson | 6-2, 6-7, 7-6 |  |
| 6  | 14-05-1979 | German International Championships Hambourg     | Championship Series | 175 000 $ | Terre (ext.)    | Jan Kodeš Tomáš Šmíd               | Mark Edmondson | 6-3, 6-1, 7-6 |  |
| 7  | 16-07-1979 | Swedish Open Båstad                             |                     | 75 000 $  | Terre (ext.)    | Heinz Günthardt Bob Hewitt         | Mark Edmondson | 6-2, 6-2      |  |

## Parcours dans les tournois duGrand Chelem

### En simple
| Année | Open d'Australie | Open d'Australie | Internationaux de France | Internationaux de France | Wimbledon       | Wimbledon  | US Open         | US Open   | Open d'Australie | Open d'Australie |
| ----- | ---------------- | ---------------- | ------------------------ | ------------------------ | --------------- | ---------- | --------------- | --------- | ---------------- | ---------------- |
| 1976  | 1er tour (1/32)  | M. Anderson      | —                        | —                        | 1er tour (1/64) | S. Warboys | —               | —         | n.o.             | n.o.             |
| 1977  | 1er tour (1/32)  | W. Zirngibl      | —                        | —                        | 1er tour (1/64) | B. Walts   | 1er tour (1/64) | P. Gerken | 1er tour (1/32)  | V. Gerulaitis    |
| 1978  | n.o.             | n.o.             | 2e tour (1/32)           | D. Stockton              | 2e tour (1/32)  | N. Saviano | —               | —         | Finale           | G. Vilas         |
| 1979  | n.o.             | n.o.             | 1er tour (1/64)          | P. Složil                | 1er tour (1/64) | B. Drewett | 1er tour (1/64) | R. Tanner | 1er tour (1/32)  | P. Dent          |

N.B. : à droite du résultat se trouve le nom de l'ultime adversaire.

### En double
| Année | Open d'Australie                                                                   | Open d'Australie | Internationaux de France                                                   | Internationaux de France                                                          | Wimbledon                                                                      | Wimbledon                                                                          | US Open | US Open | Open d'Australie | Open d'Australie |
| ----- | ---------------------------------------------------------------------------------- | ---------------- | -------------------------------------------------------------------------- | --------------------------------------------------------------------------------- | ------------------------------------------------------------------------------ | ---------------------------------------------------------------------------------- | ------- | ------- | ---------------- | ---------------- |
| 1975  | 1er tour (1/16) A. Metreveli \|\| style="text-align:left;" \| J. Andrews S. Menon  | —                | —                                                                          | —                                                                                 | —                                                                              | —                                                                                  | —       | n.o.    | n.o.             |                  |
| 1976  | 1er tour (1/16) Edmondson \|\| style="text-align:left;" \| J. Bartlett B. Giltinan | —                | —                                                                          | 2e tour (1/16) Edmondson \|\| style="text-align:left;" \| B. Gottfried R. Ramírez | 1/8 de finale Edmondson \|\| style="text-align:left;" \| S. Stewart F. McNair  | n.o.                                                                               | n.o.    |         |                  |                  |
| 1977  | 1er tour (1/16) Edmondson \|\| style="text-align:left;" \| C. Lewis R. Simpson     | —                | —                                                                          | 2e tour (1/16) Edmondson \|\| style="text-align:left;" \| B. Martin O. Parun      | 2e tour (1/16) Edmondson \|\| style="text-align:left;" \| Á. Fillol J. Fillol  | 1/8 de finale B. Scanlon \|\| style="text-align:left;" \| C. Dibley C. Kachel      |         |         |                  |                  |
| 1978  | n.o.                                                                               | n.o.             | 1/4 de finale Edmondson \|\| style="text-align:left;" \| W. Fibak T. Okker | 1/4 de finale Edmondson \|\| style="text-align:left;" \| W. Fibak T. Okker        | 1/2 finale Edmondson \|\| style="text-align:left;" \| M. Riessen S. Stewart    | 1er tour (1/16) Edmondson \|\| style="text-align:left;" \| I. El Shafei B. Fairlie |         |         |                  |                  |
| 1979  | n.o.                                                                               | n.o.             | 1/8 de finale Edmondson \|\| style="text-align:left;" \| J. Kodeš T. Šmíd  | 2e tour (1/16) Edmondson \|\| style="text-align:left;" \| C. Drysdale R. Taylor   | 2e tour (1/16) Edmondson \|\| style="text-align:left;" \| J. Sadri T. Wilkison | 1er tour (1/16) Edmondson \|\| style="text-align:left;" \| V. Eke E. Ewert         |         |         |                  |                  |
| 1980  | n.o.                                                                               | n.o.             | —                                                                          | —                                                                                 | 1er tour (1/32) I. El Shafei \|\| style="text-align:left;" \| R. Lutz S. Smith | —                                                                                  | —       | —       | —                |                  |

N.B. : le nom du ou de la partenaire se trouve sous le résultat ; le nom des ultimes adversaires se trouve à droite.